# DreamWorks Dragons/Episodenliste
Diese Episodenliste enthält alle Episoden der US-amerikanischen Computeranimationsserie DreamWorks Dragons, sortiert nach der US-amerikanischen Erstausstrahlung. Die Fernsehserie umfasst 8 Staffeln mit 118 Episoden.

## Übersicht
| Staffel | Episodenanzahl | Erstveröffentlichung USA | Erstveröffentlichung USA | Deutschsprachige Erstveröffentlichung | Deutschsprachige Erstveröffentlichung |
| Staffel | Episodenanzahl | Staffelpremiere          | Staffelfinale            | Staffelpremiere                       | Staffelfinale                         |
| ------- | -------------- | ------------------------ | ------------------------ | ------------------------------------- | ------------------------------------- |
| 1       | 20             | 7. August 2012           | 20. März 2013            | 2. März 2013                          | 16. Juni 2013                         |
| 2       | 20             | 19. September 2013       | 5. März 2014             | 2. Februar 2014                       | 11. April 2014                        |
| 3       | 13             | 26. Juni 2015            | 26. Juni 2015            | 26. Juni 2015                         | 26. Juni 2015                         |
| 4       | 13             | 8. Januar 2016           | 8. Januar 2016           | 8. Januar 2016                        | 8. Januar 2016                        |
| 5       | 13             | 24. Juni 2016            | 24. Juni 2016            | 24. Juni 2016                         | 24. Juni 2016                         |
| 6       | 13             | 17. Februar 2017         | 17. Februar 2017         | 17. Februar 2017                      | 17. Februar 2017                      |
| 7       | 13             | 25. August 2017          | 25. August 2017          | 25. August 2017                       | 25. August 2017                       |
| 8       | 13             | 16. Februar 2018         | 16. Februar 2018         | 16. Februar 2018                      | 16. Februar 2018                      |

## Staffel 1: Die Reiter von Berk (2012–2013)
Die erste Staffel wurde in den Vereinigten Staaten auf Cartoon Network vom 7. August 2012 bis zum 20. März 2013 erstausgestrahlt. Die deutsche Erstausstrahlung der ersten Staffel erfolgte vom 2. März bis zum 16. Juni 2013 auf Cartoon Network. Die Namen der Episoden enthalten im Original diverse Anspielungen auf Filme.
| Nr. (ges.) | Nr. (St.) | Deutscher Titel                  | Originaltitel                    | Erstausstrahlung USA | Deutschsprachige Erstausstrahlung (D) | Regie                        | Drehbuch                                                             | Zuschauer (USA) |
| ---------- | --------- | -------------------------------- | -------------------------------- | -------------------- | ------------------------------------- | ---------------------------- | -------------------------------------------------------------------- | --------------- |
| 1          | 1         | Die Drachen-Akademie von Berk    | How to Start a Dragon Academy    | 7. Aug. 2012         | 2. März 2013                          | Anthony Bell                 | Mike Teverbaugh, Linda Teverbaugh                                    | 2,052 Mio.      |
| 2          | 2         | Der arbeitslose Wikinger         | Viking for Hire                  | 7. Aug. 2012         | 3. März 2013                          | John Sanford                 | Art Brown, Douglas Sloan                                             | 2,052 Mio.      |
| 3          | 3         | Der Sturm                        | Animal House                     | 4. Sep. 2012         | 9. März 2013                          | John Eng                     | Mike Teverbaugh, Linda Teverbaugh                                    | 2,04 Mio.       |
| 4          | 4         | Fackel                           | The Terrible Twos                | 11. Sep. 2012        | 10. März 2013                         | Louie del Carmen, Joe Sichta | Jim Cooper                                                           | 1,81 Mio.       |
| 5          | 5         | Der Falschspieler                | In Dragons We Trust              | 18. Sep. 2012        | 16. März 2013                         | John Sanford                 | Art Brown, Douglas Sloan                                             | 1,79 Mio.       |
| 6          | 6         | Alvin der Heimtückische          | Alvin and the Outcasts           | 25. Sep. 2012        | 17. März 2013                         | John Eng                     | Jim Cooper                                                           | 1,668 Mio.      |
| 7          | 7         | Ein Drache für Haudrauf          | How to Pick Your Dragon          | 3. Okt. 2012         | 23. März 2013                         | Louie del Carmen, Joe Sichta | Art Brown, Douglas Sloan                                             | 2,115 Mio.      |
| 8          | 8         | Die Schatzkarte                  | Portrait of Hiccup as a Buff Man | 10. Okt. 2012        | 24. März 2013                         | John Sanford                 | Jim Cooper                                                           | 1,928 Mio.      |
| 9          | 9         | Die Drachenblume                 | Dragon Flower                    | 17. Okt. 2012        | 30. März 2013                         | John Eng                     | Jim Cooper                                                           | 1,795 Mio.      |
| 10         | 10        | Alvins teuflischer Plan – Teil 1 | Heather Report: Part 1           | 14. Nov. 2012        | 18. Mai 2013                          | Louie del Carmen             | Art Brown, Douglas Sloan                                             | 1,803 Mio.      |
| 11         | 11        | Alvins teuflischer Plan – Teil 2 | Heather Report: Part 2           | 21. Nov. 2012        | 18. Mai 2013                          | John Sanford                 | Mike Teverbaugh, Linda Teverbaugh, Art Brown, Douglas Sloan          | 2,211 Mio.      |
| 12         | 12        | Die Tauwetter-Festspiele         | Thawfest                         | 28. Nov. 2012        | 19. Mai 2013                          | John Eng                     | Jim Cooper, Art Brown, Douglas Sloan                                 | 1,581 Mio.      |
| 13         | 13        | Thors Blitze                     | When Lightning Strikes           | 5. Dez. 2012         | 25. Mai 2013                          | John Sanford                 | Justin Hook                                                          | 2,231 Mio.      |
| 14         | 14        | Drachengroll                     | What Flies Beneath               | 6. Feb. 2013         | 1. Juni 2013                          | Louie del Carmen             | Jim Cooper, Art Brown, Douglas Sloan                                 | 1,453 Mio.      |
| 15         | 15        | Dagur der Durchgeknallte         | Twinsanity                       | 13. Feb. 2013        | 26. Mai 2013                          | Louie del Carmen             | F.M. De Marco, Mark Hoffmeier, Jack Thomas, Art Brown, Douglas Sloan | 1,480 Mio.      |
| 16         | 16        | Freunde in der Not               | Defiant One                      | 20. Feb. 2013        | 2. Juni 2013                          | John Eng                     | Jim Cooper, Art Brown, Douglas Sloan                                 | 1,656 Mio.      |
| 17         | 17        | Die geheimnisvolle Kiste         | Breakneck Bog                    | 27. Feb. 2013        | 8. Juni 2013                          | John Sanford                 | Art Brown, Douglas Sloan                                             | 1,410 Mio.      |
| 18         | 18        | Fischbeins Herausforderung       | Gem of a Different Color         | 6. März 2013         | 9. Juni 2013                          | John Eng                     | Mike Teverbaugh, Linda Teverbaugh, Art Brown, Douglas Sloan          | 1,594 Mio.      |
| 19         | 19        | Familienbande – Teil 1           | We Are Family: Part 1            | 13. März 2013        | 15. Juni 2013                         | John Sanford                 | Art Brown, Douglas Sloan                                             | 1,834 Mio.      |
| 20         | 20        | Familienbande – Teil 2           | We Are Family: Part 2            | 20. März 2013        | 16. Juni 2013                         | Elaine Bogan, John Sanford   | Mike Teverbaugh, Linda Teverbaugh, Art Brown, Douglas Sloan          | 2,232 Mio.      |

## Staffel 2: Die Wächter von Berk (2013–2014)
Die zweite Staffel wurde in den Vereinigten Staaten auf Cartoon Network vom 19. September 2013 bis 5. März 2014 mit dem neuen Titel Dragons: Defenders of Berk erstausgestrahlt. Die Staffel besteht aus weiteren 20 Folgen. Die Namen enthalten, wie in der ersten Staffel, diverse Anspielungen auf berühmte Filme, u. a. auf James Bond (z. B. Live and Let Fly (statt Die) und A View to a Skrill (statt Kill)). Die deutsche Erstausstrahlung fand vom 2. Februar bis 11. April 2014 auf Cartoon Network Deutschland statt.
| Nr. (ges.) | Nr. (St.) | Deutscher Titel               | Originaltitel              | Erstausstrahlung USA | Deutschsprachige Erstausstrahlung (D) | Regie                  | Drehbuch                                                             | Zuschauer (USA) |
| ---------- | --------- | ----------------------------- | -------------------------- | -------------------- | ------------------------------------- | ---------------------- | -------------------------------------------------------------------- | --------------- |
| 21         | 1         | Das Drachenflugverbot         | Live and Let Fly           | 19. Sep. 2013        | 2. Feb. 2014                          | Anthony Bell           | Art Brown, Douglas Sloan                                             | 1,773 Mio.      |
| 22         | 2         | Gronckel-Eisen                | The Iron Gronckle          | 26. Sep. 2013        | 3. Feb. 2014                          | John Sanford           | Jack Thomas                                                          | 1,408 Mio.      |
| 23         | 3         | Die Insel der Drachen         | The Night and the Fury     | 3. Okt. 2013         | 10. Feb. 2014                         | Louie del Carmen       | Jack Thomas                                                          | 1,094 Mio.      |
| 24         | 4         | Ein geheimnisvoller Tunnel    | Tunnel Vision              | 10. Okt. 2013        | 10. Feb. 2014                         | Elaine Bogan, John Eng | Mark Hoffmeier                                                       | 1,390 Mio.      |
| 25         | 5         | Die Feuerwurm-Insel           | Race to Fireworm Island    | 17. Okt. 2013        | 17. Feb. 2014                         | John Sanford           | F.M. De Marco                                                        | 1,335 Mio.      |
| 26         | 6         | Orendels Feuer                | Fright of Passage          | 24. Okt. 2013        | 17. Feb. 2014                         | Louie del Carmen       | F.M. De Marco, Art Brown, Douglas Sloan                              | 1,242 Mio.      |
| 27         | 7         | Der Wettkampf                 | Worst in Show              | 7. Nov. 2013         | 24. Feb. 2014                         | John Sanford           | F.M. De Marco, Mark Hoffmeier, Jack Thomas, Art Brown, Douglas Sloan | 1,556 Mio.      |
| 28         | 8         | Reviertreue                   | Appetite for Destruction   | 14. Nov. 2013        | 24. Feb. 2014                         | Elaine Bogan           | Mark Hoffmeier, Jack Thomas                                          | 1,339 Mio.      |
| 29         | 9         | Feuerwetter                   | Zippleback Down            | 21. Nov. 2013        | 3. März 2014                          | Louie del Carmen       | Mark Hoffmeier, Art Brown, Douglas Sloan                             | 1,189 Mio.      |
| 30         | 10        | Der Skrill – Teil 1           | A View to a Skrill: Part 1 | 5. Dez. 2013         | 17. März 2014                         | Elaine Bogan           | Jack Thomas                                                          | 1,423 Mio.      |
| 31         | 11        | Der Skrill – Teil 2           | A View to a Skrill: Part 2 | 5. Dez. 2013         | 17. März 2014                         | John Sanford           | Mark Hoffmeier                                                       | 1,459 Mio.      |
| 32         | 12        | Gustavs Feuerprobe            | The Flight Stuff           | 8. Jan. 2014         | 24. März 2014                         | Louie del Carmen       | F.M. De Marco, Mark Hoffmeier, Jack Thomas, Art Brown, Douglas Sloan | 1,818 Mio.      |
| 33         | 13        | Raffnuss, die Drachenzähmerin | Free Scauldy               | 15. Jan. 2014        | 24. März 2014                         | Adam Henry             | Jack Thomas                                                          | 1,549 Mio.      |
| 34         | 14        | Eingefroren                   | Frozen                     | 22. Jan. 2014        | 31. März 2014                         | John Sanford           | F.M. De Marco                                                        | 1,459 Mio.      |
| 35         | 15        | Drachentausch                 | A Tale of Two Dragons      | 29. Jan. 2014        | 31. März 2014                         | Louie del Carmen       | F.M. De Marco, Mark Hoffmeier, Jack Thomas, Art Brown, Douglas Sloan | 1,824 Mio.      |
| 36         | 16        | Die Aal-Insel                 | The Eel Effect             | 5. Feb. 2014         | 7. Apr. 2014                          | Adam Henry             | Sam Cherington                                                       | 1,879 Mio.      |
| 37         | 17        | Händler Johanns Lieferung     | Smoke Gets in Your Eyes    | 12. Feb. 2014        | 7. Apr. 2014                          | Elaine Bogan           | F.M. De Marco                                                        | 1,868 Mio.      |
| 38         | 18        | Bing! Bamm! Bumm!             | Bing! Bam! Boom!           | 19. Feb. 2014        | 11. Apr. 2014                         | Louie del Carmen       | Art Brown, Douglas Sloan                                             | 1,564 Mio.      |
| 39         | 19        | Verbannt – Teil 1             | Cast Out: Part 1           | 26. Feb. 2014        | 11. Apr. 2014                         | Adam Henry             | F.M. De Marco, Mark Hoffmeier, Jack Thomas, Art Brown, Douglas Sloan | 1,640 Mio.      |
| 40         | 20        | Verbannt – Teil 2             | Cast Out: Part 2           | 5. März 2014         | 11. Apr. 2014                         | John Sanford           | F.M. De Marco                                                        | 1,749 Mio.      |

## Auf zu neuen Ufern

### Staffel 1 (2015)
Am 26. Juni 2015 wurden die 13 Episoden der dritten Staffel bzw. ersten Netflix-Staffel vorerst exklusiv veröffentlicht – in allen Staaten, in denen das Video-on-Demand-Portal zu dem Zeitpunkt sein Angebot anbot, inklusive des deutschsprachigen Raumes.
| Nr. (ges.) | Nr. (St.) | Deutscher Titel            | Originaltitel                      | Erstveröffentlichung USA | Deutschsprachige Erstveröffentlichung (D/A/CH) | Regie            | Drehbuch                                                                            |
| ---------- | --------- | -------------------------- | ---------------------------------- | ------------------------ | ---------------------------------------------- | ---------------- | ----------------------------------------------------------------------------------- |
| 41         | 1         | Das Drachenauge – Teil 1   | Dragon Eye of the Beholder, Part 1 | 26. Juni 2015            | 26. Juni 2015                                  | Elaine Bogan     | F.M. De Marco, John Tellegen, Jack Thomas, Art Brown, Douglas Sloan                 |
| 42         | 2         | Das Drachenauge – Teil 2   | Dragon Eye of the Beholder, Part 2 | 26. Juni 2015            | 26. Juni 2015                                  | Elaine Bogan     | Art Brown, Douglas Sloan                                                            |
| 43         | 3         | Gefährliche Gesänge        | Imperfect Harmony                  | 26. Juni 2015            | 26. Juni 2015                                  | Jae Hong Kim     | Art Brown, Douglas Sloan                                                            |
| 44         | 4         | Drachenbasis               | When Darkness Falls                | 26. Juni 2015            | 26. Juni 2015                                  | Elaine Bogan     | Jack Thomas                                                                         |
| 45         | 5         | Thor Knochenbrecher        | Big Man on Berk                    | 26. Juni 2015            | 26. Juni 2015                                  | T.J. Sullivan    | John Tellegen                                                                       |
| 46         | 6         | Gustav ist zurück          | Gone Gustav Gone                   | 26. Juni 2015            | 26. Juni 2015                                  | Elaine Bogan     | F.M. De Marco                                                                       |
| 47         | 7         | Thorstonton                | Reign of Fireworms                 | 26. Juni 2015            | 26. Juni 2015                                  | T.J. Sullivan    | Art Brown, Douglas Sloan                                                            |
| 48         | 8         | Aufspürer-Klasse           | Crushing It                        | 26. Juni 2015            | 26. Juni 2015                                  | T.J. Sullivan    | F.M. De Marco, Mike Hoffmeier, John Tellegen, Jack Thomas, Art Brown, Douglas Sloan |
| 49         | 9         | Die dunklen Klippen        | Quake, Rattle and Roll             | 26. Juni 2015            | 26. Juni 2015                                  | Jae Hong Kim     | F.M. De Marco                                                                       |
| 50         | 10        | Heidruns Rückkehr – Teil 1 | Have Dragon Will Travel, Part 1    | 26. Juni 2015            | 26. Juni 2015                                  | David M.V. Jones | Art Brown, Douglas Sloan                                                            |
| 51         | 11        | Heidruns Rückkehr – Teil 2 | Have Dragon Will Travel, Part 2    | 26. Juni 2015            | 26. Juni 2015                                  | T.J. Sullivan    | John Tellegen                                                                       |
| 52         | 12        | Schneller Stachel in Not   | The Next Big Sting                 | 26. Juni 2015            | 26. Juni 2015                                  | T.J. Sullivan    | F.M. De Marco                                                                       |
| 53         | 13        | Absoluter Alptraum         | Total Nightmare                    | 26. Juni 2015            | 26. Juni 2015                                  | Jae Hong Kim     | Richard Hamilton, John Tellegen, Jack Thomas                                        |

### Staffel 2 (2016)
Am 8. Januar 2016 wurden die 13 Episoden der vierten Staffel bzw. zweiten Netflix-Staffel vorerst exklusiv veröffentlicht – in allen Staaten, in denen das Video-on-Demand-Portal zu dem Zeitpunkt sein Angebot anbot, inklusive des deutschsprachigen Raumes.
| Nr. (ges.) | Nr. (St.) | Deutscher Titel                                                    | Originaltitel                | Erstveröffentlichung USA | Deutschsprachige Erstveröffentlichung (D/A/CH) | Regie                          | Drehbuch                                   |
| ---------- | --------- | ------------------------------------------------------------------ | ---------------------------- | ------------------------ | ---------------------------------------------- | ------------------------------ | ------------------------------------------ |
| 54         | 1         | Astrids Team                                                       | Team Astrid                  | 8. Jan. 2016             | 8. Jan. 2016                                   | Elaine Bogan                   | Jack Thomas                                |
| 55         | 2         | Die Drachenjäger – Teil 1                                          | Night of the Hunters, Part 1 | 8. Jan. 2016             | 8. Jan. 2016                                   | Jae Hong Kim                   | John Tellegen                              |
| 56         | 3         | Die Drachenjäger – Teil 2                                          | Night of the Hunters, Part 2 | 8. Jan. 2016             | 8. Jan. 2016                                   | Elaine Bogan                   | Jack Thomas                                |
| 57         | 4         | Die Werwolf-Flügler                                                | Bad Moon Rising              | 8. Jan. 2016             | 8. Jan. 2016                                   | Elaine Bogan                   | Art Brown, Douglas Sloan                   |
| 58         | 5         | Die Hochzeitsaxt                                                   | Snotlout Gets the Axe        | 8. Jan. 2016             | 8. Jan. 2016                                   | T.J. Sullivan                  | F.M. De Marco                              |
| 59         | 6         | Lebenslange Schuld                                                 | The Zippleback Experience    | 8. Jan. 2016             | 8. Jan. 2016                                   | Jae Hong Kim                   | William Morey                              |
| 60         | 7         | Die Schneegeist-Jagd                                               | Snow Way Out                 | 8. Jan. 2016             | 8. Jan. 2016                                   | T.J. Sullivan                  | Douglas Britton, Jack Thomas               |
| 61         | 8         | Die Verteidigung – Teil 1                                          | Edge of Disaster, Part 1     | 8. Jan. 2016             | 8. Jan. 2016                                   | Elaine Bogan                   | Art Brown, Douglas Sloan                   |
| 62         | 9         | Die Verteidigung – Teil 2                                          | Edge of Disaster, Part 2     | 8. Jan. 2016             | 8. Jan. 2016                                   | T.J. Sullivan                  | Art Brown, Douglas Sloan                   |
| 63         | 10        | Der Loki-Tag                                                       | Shock and Awe                | 8. Jan. 2016             | 8. Jan. 2016                                   | David M.V. Jones, Jae Hong Kim | Ann Austen, John Tellegen                  |
| 64         | 11        | Die Rückkehr des Skrills                                           | A Time to Skrill             | 8. Jan. 2016             | 8. Jan. 2016                                   | David M.V. Jones, Jae Hong Kim | Ricky Roxburgh, F.M. De Marco, Jack Thomas |
| 65         | 12        | Viggo – Teil 1 Kampf um das Drachenauge – Teil 1 (Alternativtitel) | Maces and Talons, Part 1     | 8. Jan. 2016             | 8. Jan. 2016                                   | Elaine Bogan                   | Art Brown, Douglas Sloan                   |
| 66         | 13        | Viggo – Teil 2 Kampf um das Drachenauge – Teil 2 (Alternativtitel) | Maces and Talons, Part 2     | 8. Jan. 2016             | 8. Jan. 2016                                   | T.J. Sullivan                  | Art Brown, Douglas Sloan                   |

### Staffel 3 (2016)
Am 24. Juni 2016 wurden die 13 Episoden der fünften Staffel bzw. der dritten Netflix-Staffel vorerst exklusiv veröffentlicht – in allen Staaten, in denen das Video-on-Demand-Portal zu dem Zeitpunkt sein Angebot anbot, inklusive des deutschsprachigen Raumes.
| Nr. (ges.) | Nr. (St.) | Deutscher Titel                     | Originaltitel                   | Erstveröffentlichung USA | Deutschsprachige Erstveröffentlichung (D/A/CH) | Regie                          | Drehbuch                 |
| ---------- | --------- | ----------------------------------- | ------------------------------- | ------------------------ | ---------------------------------------------- | ------------------------------ | ------------------------ |
| 67         | 1         | Der neue Dagur                      | Enemy of My Enemy               | 24. Juni 2016            | 24. Juni 2016                                  | David M.V. Jones, Jae Hong Kim | Art Brown, Douglas Sloan |
| 68         | 2         | Der Höhlenbrecher                   | Crash Course                    | 24. Juni 2016            | 24. Juni 2016                                  | Simon Otto                     | Art Brown, Douglas Sloan |
| 69         | 3         | Ein wahrer Anführer                 | Follow the Leader               | 24. Juni 2016            | 24. Juni 2016                                  | T.J. Sullivan                  | Art Brown, Douglas Sloan |
| 70         | 4         | Der Klügere gibt nach               | Turn and Burn                   | 24. Juni 2016            | 24. Juni 2016                                  | David M.V. Jones, Jae Hong Kim | Art Brown, Douglas Sloan |
| 71         | 5         | Der Büffelstachel                   | Buffalord Soldier               | 24. Juni 2016            | 24. Juni 2016                                  | Robert Briggs, Jae Hong Kim    | F.M. De Marco            |
| 72         | 6         | Die Grimm-Egel                      | A Grim Retreat                  | 24. Juni 2016            | 24. Juni 2016                                  | Simon Otto                     | Art Brown, Douglas Sloan |
| 73         | 7         | Heidruns Entscheidung               | To Heather or Not to Heather    | 24. Juni 2016            | 24. Juni 2016                                  | T.J. Sullivan                  | Art Brown, Douglas Sloan |
| 74         | 8         | Die Drachenkämpfe                   | Stryke Out                      | 24. Juni 2016            | 24. Juni 2016                                  | Greg Rankin                    | William Morey            |
| 75         | 9         | Der schreiende Tod-Singer           | Tone Death                      | 24. Juni 2016            | 24. Juni 2016                                  | Robert Briggs                  | Art Brown, Douglas Sloan |
| 76         | 10        | Die Katastrophalen Kiesklopse       | Between a Rock and a Hard Place | 24. Juni 2016            | 24. Juni 2016                                  | T.J. Sullivan                  | F.M. De Marco            |
| 77         | 11        | Dagurs Wahrheit                     | Family on the Edge              | 24. Juni 2016            | 24. Juni 2016                                  | David M.V. Jones               | Jack Thomas              |
| 78         | 12        | Die Drachenauktion                  | Last Auction Heroes             | 24. Juni 2016            | 24. Juni 2016                                  | David M.V. Jones               | Jack Thomas              |
| 79         | 13        | Die Beschützer des Flügels – Teil 1 | Defenders of the Wing, Part 1   | 24. Juni 2016            | 24. Juni 2016                                  | David M.V. Jones               | Jack Thomas              |

### Staffel 4 (2017)
Am 17. Februar 2017 wurden die 13 Episoden der sechsten Staffel bzw. der vierten Netflix-Staffel vorerst exklusiv veröffentlicht – in allen Staaten, in denen das Video-on-Demand-Portal zu dem Zeitpunkt sein Angebot anbot, inklusive des deutschsprachigen Raumes.
| Nr. (ges.) | Nr. (St.) | Deutscher Titel                     | Originaltitel                 | Erstveröffentlichung USA | Deutschsprachige Erstveröffentlichung (D/A/CH) | Regie         | Drehbuch                 |
| ---------- | --------- | ----------------------------------- | ----------------------------- | ------------------------ | ---------------------------------------------- | ------------- | ------------------------ |
| 80         | 1         | Die Beschützer des Flügels – Teil 2 | Defenders of the Wing, Part 2 | 17. Feb. 2017            | 17. Feb. 2017                                  | Robert Briggs | John Tellegen            |
| 81         | 2         | Graffnuss                           | Gruff Around the Edges        | 17. Feb. 2017            | 17. Feb. 2017                                  | T.J. Sullivan | Jack Thomas              |
| 82         | 3         | Ein geheimnisvoller Jäger           | Midnight Scrum                | 17. Feb. 2017            | 17. Feb. 2017                                  | T.J. Sullivan | John Tellegen            |
| 83         | 4         | Rotzbakke, der Anführer             | Not Lout                      | 17. Feb. 2017            | 17. Feb. 2017                                  | John Sanford  | John Tellegen            |
| 84         | 5         | Dagurs Rückkehr                     | Saving Shattermaster          | 17. Feb. 2017            | 17. Feb. 2017                                  | Robert Briggs | Art Brown, Douglas Sloan |
| 85         | 6         | Der Tiefseespalter                  | Dire Straits                  | 17. Feb. 2017            | 17. Feb. 2017                                  | Gil Zimmerman | F.M. De Marco            |
| 86         | 7         | Der längste Tag                     | The Longest Day               | 17. Feb. 2017            | 17. Feb. 2017                                  | Robert Briggs | Jack Thomas              |
| 87         | 8         | Goldrausch                          | Gold Rush                     | 17. Feb. 2017            | 17. Feb. 2017                                  | T.J. Sullivan | John Tellegen            |
| 88         | 9         | Das Eruptodon-Ei                    | Out of the Frying Pan         | 17. Feb. 2017            | 17. Feb. 2017                                  | Gil Zimmerman | F.M. De Marco            |
| 89         | 10        | Zwillingserleuchtung                | Twintuition                   | 17. Feb. 2017            | 17. Feb. 2017                                  | Gil Zimmerman | William Morey            |
| 90         | 11        | Geblendet                           | Blindsided                    | 17. Feb. 2017            | 17. Feb. 2017                                  | T.J. Sullivan | Art Brown, Douglas Sloan |
| 91         | 12        | Der große Plan – Teil 1             | Shell Shocked, Part 1         | 17. Feb. 2017            | 17. Feb. 2017                                  | Robert Briggs | Art Brown, Douglas Sloan |
| 92         | 13        | Der große Plan – Teil 2             | Shell Shocked, Part 2         | 17. Feb. 2017            | 17. Feb. 2017                                  | Gil Zimmerman | Art Brown, Douglas Sloan |

### Staffel 5 (2017)
Am 25. August 2017 wurden die 13 Episoden der siebten Staffel bzw. der fünften Netflix-Staffel vorerst exklusiv veröffentlicht – in allen Staaten, in denen das Video-on-Demand-Portal zu dem Zeitpunkt sein Angebot anbot, inklusive des deutschsprachigen Raumes.
| Nr. (ges.) | Nr. (St.) | Deutscher Titel                      | Originaltitel                        | Erstveröffentlichung USA | Deutschsprachige Erstveröffentlichung (D/A/CH) | Regie                       | Drehbuch                 |
| ---------- | --------- | ------------------------------------ | ------------------------------------ | ------------------------ | ---------------------------------------------- | --------------------------- | ------------------------ |
| 93         | 1         | Der Vulkanausbruch                   | Living on the Edge                   | 25. Aug. 2017            | 25. Aug. 2017                                  | Greg Rankin                 | Art Brown, Douglas Sloan |
| 94         | 2         | Der Sandspucker                      | Sandbusted                           | 25. Aug. 2017            | 25. Aug. 2017                                  | T.J. Sullivan               | Art Brown, Douglas Sloan |
| 95         | 3         | Der tapferste Berserker              | Something Rotten on Berserker Island | 25. Aug. 2017            | 25. Aug. 2017                                  | Robert Briggs               | Art Brown, Douglas Sloan |
| 96         | 4         | Rotzbakkes Engel                     | Snotlout's Angels                    | 25. Aug. 2017            | 25. Aug. 2017                                  | Abe Brown, David M.V. Jones | Art Brown, Douglas Sloan |
| 97         | 5         | Die letzte Ruhestätte                | A Matter of Perspective              | 25. Aug. 2017            | 25. Aug. 2017                                  | Greg Rankin                 | Art Brown, Douglas Sloan |
| 98         | 6         | Die Rückkehr von Thor Knochenbrecher | Return of Thor Bonecrusher           | 25. Aug. 2017            | 25. Aug. 2017                                  | T.J. Sullivan               | Art Brown, Douglas Sloan |
| 99         | 7         | Hicks’ Geheimnis                     | Dawn of Destruction                  | 25. Aug. 2017            | 25. Aug. 2017                                  | Abe Brown, Robert Briggs    | Art Brown, Douglas Sloan |
| 100        | 8         | Der große Kampf – Teil 1             | The Wings of War, Part 1             | 25. Aug. 2017            | 25. Aug. 2017                                  | Greg Rankin                 | Art Brown, Douglas Sloan |
| 101        | 9         | Der große Kampf – Teil 2             | The Wings of War, Part 2             | 25. Aug. 2017            | 25. Aug. 2017                                  | T.J. Sullivan               | Art Brown, Douglas Sloan |
| 102        | 10        | Kein Drache bleibt zurück            | No Dragon Left Behind                | 25. Aug. 2017            | 25. Aug. 2017                                  | Greg Rankin                 | Art Brown, Douglas Sloan |
| 103        | 11        | Schnuffnuss                          | Snuffnut                             | 25. Aug. 2017            | 25. Aug. 2017                                  | T.J. Sullivan               | Art Brown, Douglas Sloan |
| 104        | 12        | Immer auf der Suche                  | Searching for Oswald ... and Chicken | 25. Aug. 2017            | 25. Aug. 2017                                  | Robert Briggs               | Laura Bowes              |
| 105        | 13        | Händler Johann                       | Sins of the Past                     | 25. Aug. 2017            | 25. Aug. 2017                                  | Greg Rankin                 | Art Brown, Douglas Sloan |

### Staffel 6 (2018)
Am 16. Februar 2018 wurden die 13 Episoden der finalen achten Staffel bzw. sechsten Netflix-Staffel veröffentlicht.
| Nr. (ges.) | Nr. (St.) | Deutscher Titel                | Originaltitel           | Erstveröffentlichung USA | Deutschsprachige Erstveröffentlichung (D/A/CH) | Regie                           | Drehbuch                 |
| ---------- | --------- | ------------------------------ | ----------------------- | ------------------------ | ---------------------------------------------- | ------------------------------- | ------------------------ |
| 106        | 1         | Der Verräter                   | In Plain Sight          | 16. Feb. 2018            | 16. Feb. 2018                                  | T.J. Sullivan                   | Jack Thomas              |
| 107        | 2         | Weidenrinde                    | No Bark, All Bite       | 16. Feb. 2018            | 16. Feb. 2018                                  | Robert Briggs                   | Ian Rickett              |
| 108        | 3         | Die Stellvertreterin           | Chain of Command        | 16. Feb. 2018            | 16. Feb. 2018                                  | Greg Rankin                     | William Morey            |
| 109        | 4         | Der treue Orden der Ingermans  | Loyal Order of Ingerman | 16. Feb. 2018            | 16. Feb. 2018                                  | T.J. Sullivan                   | John Tellegen            |
| 110        | 5         | Der Geschwister-Test           | A Gruff Separation      | 16. Feb. 2018            | 16. Feb. 2018                                  | Abe Brown                       | William Morey            |
| 111        | 6         | Liebe verleiht Flügel          | Mi Amore Wing           | 16. Feb. 2018            | 16. Feb. 2018                                  | Greg Rankin                     | John Tellegen            |
| 112        | 7         | Flügelnuss                     | Ruff Transition         | 16. Feb. 2018            | 16. Feb. 2018                                  | Abe Brown                       | John Tellegen            |
| 113        | 8         | Das Buch der Rekorde           | Triple Cross            | 16. Feb. 2018            | 16. Feb. 2018                                  | Robert Briggs                   | William Morey            |
| 114        | 9         | Die Familie Feuerschweif       | Family Matters          | 16. Feb. 2018            | 16. Feb. 2018                                  | T.J. Sullivan                   | Jack Thomas              |
| 115        | 10        | Die dunkelste Nacht            | Darkest Night           | 16. Feb. 2018            | 16. Feb. 2018                                  | Greg Rankin                     | Art Brown, Douglas Sloan |
| 116        | 11        | Die Wächter von Vanagard       | Guardians of Vanaheim   | 16. Feb. 2018            | 16. Feb. 2018                                  | Robert Briggs                   | Art Brown, Douglas Sloan |
| 117        | 12        | Der König der Drachen – Teil 1 | King of Dragons, Part 1 | 16. Feb. 2018            | 16. Feb. 2018                                  | David M.V. Jones, T.J. Sullivan | Art Brown, Douglas Sloan |
| 118        | 13        | Der König der Drachen – Teil 2 | King of Dragons, Part 2 | 16. Feb. 2018            | 16. Feb. 2018                                  | David M.V. Jones                | Art Brown, Douglas Sloan |